# Skriftliga källor från vikingatiden om Norden
Vår kunskap om de mera personliga förhållandena under vikingatiden, om politik, om färder över hav etc. kommer från det skrivna material som ligger dåtiden nära och som bevarats till nutid. Runinskrifterna i form av runstenar, men också inristade meddelanden på trä- eller näverbitar är ett källmaterial som härstammar från tiden ifråga. Handskriftsmaterialet är dock oftast nedteckningar av muntlig tradition som skrivits ned i efterhand. Vissa handskrifter är nedtecknade relativt tidigt i förhållande till de omtalade händelserna, medan andra är nedtecknade flera generationer efteråt. Olika handskrifter har därför olika källvärde, men är generellt sett ett viktigt källmaterial vad gäller vår bild av vikingatiden.

## Runskrifterna

### Runstenarna
Runinskrifter i sten i Norden är kända sedan 300-talet. Antalet tidiga runstensinskrifter är emellertid försvinnande litet. Endast 13 inskrifter med den äldre runraden, futharken, finns bevarade. Runt år 800 e.Kr. ersattes den äldre futharken av den yngre vilket innebar att antalet runtecken minskade från 24 till 16 stycken. Fortfarande är antalet runstenar emellertid mycket litet. Det är först under vikingatidens slutskede som den verkligt stora epoken med att hugga runstenar började. Denna kännetecknas bland annat av att språket skiljer sig från äldre tiders runskriftsspråk. Texterna får under sent 900-tal en mera stereotyp form. Textinnehållet håller sig oftast inom vissa tills synes givna ramar. Merparten av de svårtolkade textpartier som kännetecknat de äldre runstenarna är nu borta; allt verkar vara väl genomtänkt, ja, nästan standardiserat.   
Från Sverige känner man ca 2 500 runstenar och av dessa är ca 1 300 resta i Uppland. I Danmark finns ca 400 runstenar bevarade och i Norge än färre. Merparten av de danska runstenarna verkar vara resta under slutet av 900-talet medan de uppländska ligger senare, från mitten av 1000-talet och framåt.

### Övriga runinskrifter
Runskrift användes i betydligt större utsträckning än vad runstenarna visar på. Vid arkeologiska undersökningar till exempel i Novgorod och andra platser med kulturlager som bevarat organiskt material förekommer tillfälliga inskrifter på både träbitar och näverbitar. Vi känner också till ett fåtal runinskrifter från bl.a. Polen (Wolin och Kamien Pomorski), en från Lettland (Daugmale) och minst en från Ukraina (Berezanj).  

## Handskrifterna

### Kristna krönikörer
Många tilldragelser under vikingatiden där nordbor var inblandade har främst bevarats i kristna krönikor. För förhållandena i Norden under sen vikingatid används bland annat Adam av Bremens krönika Gesta Hammaburgensis ecclesiae pontificum. Nestorskrönikan beskriver varjager och handelsvägen från varjagerna till grekerna.

### De norröna källorna
Senare generationers syn på vikingatiden är starkt påverkad av vilka källor som bevarats och finns tillgängliga. Många av de skriftliga källorna från nordiskt område är ”sagor”, det vill säga nedteckningar av muntlig tradition, gjorda lång tid sedan händelserna ägt rum. Många av dessa skrifter är dessutom gjorda av kristna vilket troligtvis medverkat till uteslutning eller förvrängning av sådana äldre uppgifter som inte passat in i den vid nedtecknandet gällande kultursituationen. De skriftliga källor som härstammar från europeiska klosterbibliotek beskriver ofta nordborna utifrån enbart den härjande vikingens horisont.
Ytterligare en omständighet som predisponerar vår kunskap om vikingatiden är att flertalet av de nordiska källor som bevarats är från Island. Denna ö koloniserades ursprungligen av norrmän, varför det mesta av det som berättas i dessa, kretsar kring norrmännen och deras bedrifter. Därav kommer att vi vet betydligt mer om de norska vikingarna än vi gör om dem som verkade i Sverige, även om det bör tilläggas att dessa skrifter behandlar förhållanden i Sverige och Danmark indirekt, när det berör de norska kungarnas förehavanden. På så sätt finns det faktiskt ändå en del stoff i det isländska materialet som nämner Sverige och förhållandena däri.

### Kväden
Ett stort antal kväden om vikingatiden tillhör den norröna textskatten som bevarats från tidig medeltid. Förmågan att deklamera dikter verkar ha varit högt värderad. Eftersom dikterna följer helt bestämda versmått och har allitterationer, anser man med stor sannolikhet att kväden från vikingatiden har förmedlats i stort sett oförändrade tills de blev nedskrivna under högmedeltiden. Tre eller fyra kväden har bevarats från 800-talet samt ett par dussin från 900-talet.
Dessa kväden har blivit bevarade som del av den isländska sagolitteraturen från 1200-talet. Historiker anser att kvädena har större källvärde än själva sagorna, då sagorna komponerades flera hundra år efter händelserna de avser beskriva. Kvädena är skrivna för att påminna om handlingar som av den vikingatida samtiden uppfattades som heroiska, och för att styrka släktens anseende inför kommande tider. Vid läsningen av dessa kväden måste man ta hänsyn till detta.

### Arabiska källor
Ett flertal samtidskällor från vikingatiden är kända, vilka nedtecknats av resenärer. Dessa skrifter är författade på arabiska. Som exempel kan här nämnas en av dessa, den arabiske geografen och krönikören Ahmad ibn Fadlan, som i en reseskildring cirka 921 skildrar sitt möte med nordborna, ruserna vid floden Volga:
”Jag såg rus, som hade kommit dit i sina affärer och slagit sig ned vid floden Atil. Jag har aldrig sett så fulländade kroppar, de var som palmträd, blonda och rödlätta. De ha varken jackor eller kaftaner, utan mannen bär en dräkt, som täcker ena sidan av kroppen men lämnar en hand fri. Var och en har med sig en yxa, ett svärd och en kniv, och dessa redskap lämnar de aldrig ifrån sig. Deras svärd är breda, räfflade, av frankisk tillverkning. Från nageln intill halsen är de tatuerade i grönt med träd och andra bilder. Alla deras kvinnor har över bröstet en dosa fastgjord, som är av järn, silver, koppar eller guld, efter mannens förmögenhet och inkomst. Till varje dosa hör en ring vid vilken en kniv är fästad, också vid bröstet. Ty varje man, som äger tio tusen dirhems, låter göra ett halsband till sin hustru: har han tjugo tusen, så gör han två, så att varje tiotusen betyder ett nytt halsband för hustrun: ofta har en kvinna många sådana halsband.”

### Ryska källor
Även ryska skriftliga källor finns bevarade som beskriver nordborna, till exempel skriften från Olga av Kiev.